# Lodygin (cráter)

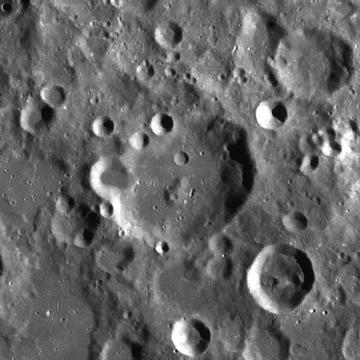
Fotografía de la misión Lunar Reconnaissance Orbiter

Lodygin es un cráter de impacto lunar situado al sureste del cráter mucho más grande Galois. Al este-noreste se halla el cráter Paschen, y al sursudoeste aparece el inmenso Apolo.
El borde exterior de Lodygin ha sido muy dañado en los lados oeste y noroeste, los que se encuentran más cerca de Galois. El borde en esta cara se ha modificado profundamente, superpuesto por numerosos cráteres más pequeños. El resto del brocal al este y al sur aparece relativamente intacto. Se mantiene alrededor del 50% del suelo interior original, marcado tan solo por una cresta central baja al sur del punto medio, y algunos impactos pequeños.

## Cráteres satélite
Por convención estos elementos son identificados en los mapas lunares poniendo la letra en el lado del punto medio del cráter que está más cercano a Lodygin.
|         | \| Lodygin \| Coordenadas \| Diámetro \| \| ------- \| -------------------------------- \| -------- \| \| C \| 15°54′S 144°30′O / -15.9, -144.5 \| 30 km \| \| F \| 17°36′S 142°48′O / -17.6, -142.8 \| 47 km \| \| J \| 18°30′S 145°06′O / -18.5, -145.1 \| 25 km \| \| L \| 22°36′S 145°24′O / -22.6, -145.4 \| 25 km \| \| M \| 19°12′S 146°12′O / -19.2, -146.2 \| 14 km \| \| R \| 18°18′S 149°12′O / -18.3, -149.2 \| 30 km \| |          |
| Lodygin | Coordenadas | Diámetro |
| C       | 15°54′S 144°30′O / -15.9, -144.5 | 30 km    |
| F       | 17°36′S 142°48′O / -17.6, -142.8 | 47 km    |
| J       | 18°30′S 145°06′O / -18.5, -145.1 | 25 km    |
| L       | 22°36′S 145°24′O / -22.6, -145.4 | 25 km    |
| M       | 19°12′S 146°12′O / -19.2, -146.2 | 14 km    |
| R       | 18°18′S 149°12′O / -18.3, -149.2 | 30 km    |